# Dynoides bicolor
Dynoides bicolor là một loài chân đều trong họ Sphaeromatidae. Loài này được Nunomura miêu tả khoa học năm 2010.